# 閾値量
閾値量（いきちりょう、英：Threshold dose）とは、薬品などの物質が生物に対して何らかの観察可能な生理的影響を引き起こす最小量である。

## 解説
薬品は極小量では生理的な反応を示さず、閾値量を超える量の投与によって初めて生理作用を示し得る。生理反応を示す閾値量の指標として、NOEL(no-observed-effect-level), NOAEL(no-observed-adverse-effect-level) 、 LOAEL(lowest-observed-adverse-effect-level) などが用いられ、これらの指標は主に動物実験を根拠としている リスク評価において閾値量を活用する事で、安全な臨床試験や特定の化学物質の慢性暴露のリスク評価を安全に行う事が出来る。しかし動物実験という性質上、実験結果の応用範囲は人間集団では限定的であり、薬品の潜在的なリスクを評価する上での制限となる。毒性学には、LD50、LC50 、EC50等の暴露した薬品からの影響を評価する基準がある。

## 投与量
閾値量は、薬品が動物に生理的影響を与えるために必要なギリギリの量であり、用量反応性試験において閾値量はNOEL、NOAEL、 LOAELなどの指標で表現されるが、これらの指標は生理的な反応や毒性を示す最小量として定義される。一般的にこれらの反応は、同一の環境で飼育した同種の動物に対して薬品の投与群と非投与群 (コントロール群) を比較する事により、対象の生物の形態の変化、生育、発達、治療群の寿命の増加などの形で検出される。
経口もしくは経皮で用いられる薬品の閾値量はmg/kg体重/日を単位とし、吸入により用いられる薬品はmg/L 6時間/日を単位とする。

### NOEL
NOELはno-observed-effect-level (無影響作用量) の略称である。臨床試験や動物実験で投与群に影響がみられなかった最大量を示す。文献によってはNOELは閾値量として考えられる唯一の指標とされる。

### NOAEL
NOAELはno-observed-adverse-effect-level (無有害作用量) の略称である。臨床試験や動物実験で投与群に悪影響がみられなかった最大量を示す。NOELと同様の指標であるが、観察される影響が有害なものに限定されている点で、使い分けられる場合がある。

### LOAEL
LOAEL (lowest-observed-adverse-effect-level) はヒト臨床試験または動物実験試験において、薬品の投与群に観察可能な副作用をもたらす最小量である。このレベルを超えると、投与群における反応の発生率が生物学的または統計的に有意に増加すると考えられる。
| 化合物                   | 動物   | NOAEL                                     | LOAEL                                 | 参照   |
| ------------------------ | ------ | ----------------------------------------- | ------------------------------------- | ------ |
| オキシデ-メトンメチル    | ラット | 0.5 mg/kg/day                             | 2.3 mg/kg/day                         | [ 13 ] |
| ホウ素                   | ラット | 55 mg/kg/day                              | 76 mg/kg/day                          | [ 14 ] |
| バリウム                 | ラット | 0.21 mg/kg/day                            | 0.51 mg/kg/day                        | [ 15 ] |
| トリフルオロヨードメタン | ラット | 20000 ppm for non-thyroid related effects | 20000 ppm for thyroid related effects | [ 16 ] |
| アセトアミノフェン       | ヒト   | 25 mg/kg/day                              | 75 mg/kg/day                          | [ 17 ] |

## 閾値量の設定法

### 閾値量に影響を及ぼす要因
用量反応関係はさまざまな要因から影響を受ける。薬物の物理化学的な特性、投与または曝露の経路、曝露期間、集団規模、および研究対象の生物種、性別、年齢などの要因が挙げられる。また、どのような反応を観察するかも重要である。また、1つの反応は1つの特定の要因に対応するが、考えられるすべての反応について用量反応関係を確立することは現実的ではない。従って用量反応関係の評価において、いくつかの反応に限定し、評価対象物質とその生物学的反応の間の相関関係について、利用可能なすべての研究について調査を行う。評価対象とする生物学的反応の選択基準は、反応を生じる最小限の投与量だという事である。また、直接的な生物学的反応の前段階の反応であっても、調査すべき反応となる場合がある。病気の危険因子が最終的に病気を促進する場合、例えば薬物と特定の心血管疾患の発症との関係を研究する場合、その疾患の危険因子も利用可能な調査すべき反応である。

### 閾値量の設定
NOAELとLOAELの決定には 2段階のプロセスが採用されている。最初のステップは、既存の利用可能な臨床試験または動物実験の定性的なレビューによって、評価対象物質に関する用量反応性に関するさまざまなデータを取得することである。ただし、レビューにより収集されたデータの用量範囲における用量反応関係については評価が可能であるが、多くの場合、収集されたデータは、ヒトにおいて生物学的反応が生じない量を決定するために十分な広い濃度範囲をカバーしているわけではない。そこで、第2ステップである用量反応関係の外挿が必要となる。収集されたデータの範囲を下回る用量レベルについて推論するには外挿が必要になることはよくあり、NOAEL や LOAEL などの閾値量に該当すると考えられる濃度域については、入手可能な範囲のデータに基づいて外挿する事により、ヒトにおいて影響を引き起こし始める用量を評価することになる。

#### 動物実験
動物を用いた試験は、利用可能な研究の定性的レビューによって収集されたデータが不足している場合に実施される。動物実験では評価対象物質を投与をする動物の年齢や性別など、研究デザインを詳細に設計可能であり、動物実験は観察研究よりも交絡因子の影響を受けにくく、より厳密な用量反応評価に貢献する。評価対象の動物は体の大きさなどヒトとの特徴に差異があるため、ヒトにおける用量反応関係を推定するには外挿を実行する必要がある。
一般的な動物研究は反復投与毒性試験である。参加動物は4つのグループに分けられ、それぞれプラセボ、低用量、中用量、高用量の薬物が投与され、同じグループ内では28日または90日などの特定の期間、同じ用量が毎日投与される。設定した期間の後、解剖または組織サンプルの収集を行い、特定の影響をもたらす用量を特定し、NOAELおよびLOAELを決定することができます。

## 意義
NOAEL、LOAEL、 NOEL などの閾値量は、リスク評価において不可欠な値である。さまざまな薬物における臨床試験の前に、試験開始時の安全に使用可能な最大量を知ることができる。また慢性曝露に対する安全な閾値量を評価することが可能であり、これらは、人間の一生に悪影響を及ぼさない毎日の暴露量を推定するために利用され、これは米国EPAの定義する参照用量 (RfD) としても知られている。
異なる種間の変動や、動物実験に基づく用量反応関係の分析は、ヒトに対する外挿に不確実性が生じる。また、特定の物質に対する反応性には個々人でばらつきがある。そのため、NOAELを参照用量に変換するために 10 倍の不確実係数 (UF) を適用している。以下の式 UFinterとUFintraは、それぞれ種間および種内の変動を示している。
{\displaystyle RfD=NOAEL\div (UFinter\times (UFintra))}

## 限界

### 適用外
発がん性物質の場合、発がん性物質には安全な用量が設定できない事から、理論的にはNOAELおよびLOAELは存在しない。一般的に線形閾値なしモデルは、放射線によるがん発生の確率を示すために使用され、確率的に健康への影響が現れ始める特定の閾値はない。がん以外のアウトカムにのみ、その量を下回る事で負の生物学的影響が生じない安全域の存在を推定する事が可能である。

### 例外
ほとんどの用量反応モデルは、倫理的懸念から動物実験の結果に基づくことから、結果はヒト集団の結果と一致しない可能性があり、年齢、体重、性別、健康状態などに関しても、人々の間には個人差が生じる。従って閾値量は、一般的な集団が対象物質を特定の用量暴露した場合に予想される結果を評価するための基準としてのみ機能する。一方で、免疫不全患者、妊婦、幼児などの特殊な集団では大きな逸脱が生じる恐れがある。

### 範囲外
調査対象の薬物または有毒物質は一度に投与されることから、閾値量は急性毒性の尺度にすぎない。たいていの場合、長期投与による影響は不明である。また閾値量は観察された最小の応答であり、その精度は観察に用いる機器の性能に大きく依存する。そのため、微小な応答を観察するために、さらなる測定機器の改良が必要になる場合がある。さらに閾値量は最小限の検出可能な反応に必要な量を示しているだけであり、閾値量未満であっても健康への影響がまったく存在しないと解釈するべきではない。

## 他の暴露物質による影響に関する指標

### LD50, LC50
物質の半数致死量 (Lethal Dose、LD50) は、試験対象集団の50%が死に至る用量として定義される。これは毒性学研究における重要なパラメーターであり、特定の物質の急性毒性を示す。 LD50は通常、体重単位あたりのミリグラム単位で投与される化学物質の重量 (mg/kg) で表され、環境毒素の議論では、有毒物質の直接投与の代わりに同様の指標である半数致死濃度 (Lethal Concentration, LC50) が用いられる場合がある。 LC50 は、実験期間中に試験対象集団の半数を死亡させる空気中の物質の濃度である。

### EC50
半数効果濃度 (efective concentration、EC50) は、薬物が発揮できる最大の生物学的効果の50%に達するのに必要な薬物の濃度である。これは薬物の効力を反映しており、mol/L などのモル単位で表される。EC50はその受容体に対する薬物の親和性、ならびに受容体の占有率を伝える薬物の有効性と生物学的反応を引き起こす薬物の能力に大きく依存する。EC50 は、アゴニスト濃度とリガンド結合の関係を示す関数であるヒルの方程式に組み込まれている。 EC50は、方程式の変曲点として数学的に算出可能である。